# Почвенная структура

Типичные структурные элементы почв:
I тип: 1) крупнокомковатая, 2) комковатая, 3) мелкокомковатая, 4) пылеватая, 5) крупноореховатая, 6) ореховатая, 7) мелкоореховатая, 8) крупнозернистая, 9) зернистая, 10) мелкозернистая.
II тип: 11) столбчатая, 12) столбовидная, 13) крупнопризматическая, 14) призматическая, 15) мелкопризматическая, 16) карандашная.
III тип: 17) сланцеватая, 18) пластинчатая, 19) листоватая, 20) грубочешуйчатая, 21) мелкочешуйчатая.

По́чвенная структу́ра — совокупность отдельностей, состоящих из склеенных гумусом и иловыми частицами механических элементов почвы (первичных и вторичных минералов, корней растений и др.), на которые способна распадаться почва при несильном механическом воздействии. Чаще всего структуру почвы определяют, подбрасывая почвенный ком несколько раз, пока он не рассыпется на отдельные элементы.
Подробная классификация почвенных структур была разработана в начале XX века С. А. Захаровым и используется в российском почвоведении по настоящее время.
Каждый тип почв и каждый почвенный горизонт характеризуется определённой почвенной структурой. Так, для гумусового горизонта характерна зернистая или комковато-зернистая структура; для элювиального — плитчатая или чешуйчатая различной степени выраженности; для иллювиального — столбчатая, ореховатая, призматическая, глыбистая и др.

## Классификация структурных отдельностей
- Кубовидный тип — структура равномерно развита по трём взаимоперпендикулярным осям.
  - Грани и рёбра плохо выражены, агрегаты плохо оформлены:
  - род Глыбистая
    - вид Крупноглыбистая — ребро куба > 10 см
    - вид Мелкоглыбистая — ребро куба 10—5 см

  - род Комковатая
    - вид Крупнокомковатая — ребро куба 5—3 см
    - вид Комковатая — ребро куба 3—1 см
    - вид Мелкокомковатая — ребро куба 1—0,5 см

  - род Пылеватая
    - вид Пылеватая — ребро куба < 0,5 см

  - Грани и рёбра хорошо выражены, агрегаты ясно оформлены:
  - род Ореховатая
    - вид Крупноореховатая — ребро куба > 10 мм
    - вид Ореховатая — ребро куба 10—7 мм
    - вид Мелкоореховатая — ребро куба 7—5 мм

  - род Зернистая
    - вид Крупнозернистая — ребро куба 5—3 мм
    - вид Зернистая (крупитчатая) — ребро куба 3—1 мм
    - вид Мелкозернистая (порошистая) — ребро куба 1—0,5 мм
- Призмовидный тип — структура развита преимущественно по вертикальной оси.
  - Грани и рёбра плохо выражены, агрегаты плохо оформлены:
  - род Столбовидная
    - вид Крупностолбовидная — диаметр > 5 см
    - вид Столбовидная — диаметр 5—3 см
    - вид Мелкокостолбовидная — диаметр < 3 см

  - Грани и рёбра хорошо выражены, агрегаты ясно оформлены:
  - род Столбчатая
    - вид Крупностолбчатая — диаметр > 5 см
    - вид Столбчатая — диаметр 5—3 см
    - вид Мелкокостолбчатая — диаметр < 3 см

  - род Призматическая
    - вид Крупнопризматическая — диаметр > 5 см
    - вид Призматическая — диаметр 5—3 см
    - вид Мелкокопризматическая — диаметр 3—1 см
    - вид Карандашная (тонкопризматическая) — диаметр < 1 см
- Плитовидный тип — развитие структуры по горизонтальным осям.
  - род Плитчатая
    - вид Сланцеватая — толщина > 5 мм
    - вид Плитчатая — толщина 5—3 мм
    - вид Пластинчатая — толщина 3—1 мм
    - вид Листоватая — толщина < 1 мм

  - род Чешуйчатая
    - вид Скорлуповатая — толщина > 3 мм
    - вид Грубочешуйчатая — толщина 3—1 мм
    - вид Мелкочешуйчатая — толщина < 1 мм

Если структура неоднородна, используются двойные (тройные) названия, причём последним словом указывается преобладающая.